# We Bring the Noise!
We Bring the Noise! è un album del gruppo musicale tedesco Scooter.

## Tracce
1. Habibi Halua – 1:08
2. Posse (I Need You on the Floor) – 3:50
3. Acid Bomb – 5:32
4. We Bring The Noise! – 3:44
5. R U Happy? – 5:19
6. So What 'Cha Want – 4:06
7. Burn The House – 4:34
8. Chinese Whispers – 6:23
9. Aiii Shot the DJ – 3:39
10. Transcendental – 6:01
11. Remedy – 3:33
12. Devil Drums – 5:22
13. Posse (I Need You On The Floor) (Club Mix) – 5:31
14. Fuck the Millennium – 4:24
15. Call Me Mañana – 3:53
16. Faster Harder Scooter – 3:46
17. I'm Your Pusher – 3:57

Durata totale: 74:42